# B.J. Penn
Jay Dee "B.J." Penn, född 13 december 1978 i Kailua, är en amerikansk MMA-utövare som tävlar i organisationen Ultimate Fighting Championship där han var mästare i weltervikt 2004 och mästare i lättvikt 2008–2010. När Penn vann lättviktstiteln 2008 blev han den andra utövaren i organisationens historia att bli mästare i två viktklasser. Innan MMA-karriären var Penn framgångsrik inom brasiliansk jiu-jitsu och blev 2000 den förste icke-brasilianaren att vinna VM i BJJ.

## Kampsportsbakgrund
B.J. Penn började som 19-åring träna Brasiliansk Jiu-Jitsu (1997) och kom sedermera att träna under Ralph Gracie. Efter att år 2000 erhållit svart bälte blev han den förste icke-brasilianaren som vann guld i Mundial World Championships svartbältesklass.

## Karriär

### Debuten i MMA
Genom sina framgångar i Brasiliansk Jiu-Jitsu blev B.J. Penn snart uppmärksammad av Ultimate Fighting Championship och hans MMA-karriär började ett år efter segern i Brasilien. Den inleddes med att Penn visade upp talang även för stående kamp genom knockoutsegrar över namn som Din Thomas och Caol Uno. I fjärde matchen förlorade han dock på poäng mot Jens Pulver. 
Den första höjdpunkten i B.J. Penns karriär torde vara från UFC 46 i januari 2004 då han besegrade Matt Hughes med en strypning i första ronden. Därmed var Penn mästare i UFC:s welterviktklass.

### Penn fråntas titelbältet
Efter segern mot Matt Hughes undertecknade Penn ett kontrakt med organisationen K-1. UFC kontrade med att omedelbart frånta Penn welterviktstiteln eftersom man ansåg att han begått kontraktsbrott. Penn svarade med att stämma UFC. I rättegången som följde förlorade Penn.

### K-1
I K-1 vann Penn sina första två matcher innan han förlorade på poäng mot Lyoto Machida. 

### Tillbaka i UFC
I början av 2006 meddelade UFC att man förlikats med B.J. Penn och att Penn nu skulle vara med och slåss om welterviktstiteln. Penn ställdes mot Georges St. Pierre i UFC 58 och förlorade på poäng. Då St. Pierre ådrog sig en skada under träning fick Penn ånyo chansen att erövra welterviktsbältet i en match i UFC 63 mot Matt Hughes. Penn förlorade matchen i tredje ronden.  
Inför UFC 73 meddelades att Penn åter skulle tävla i lättviktsklassen. Detta efter att Penn deltagit som lagledare för ett lag av lättviktare i dokusåpan The Ultimate Fighter. Anledningen var att UFC ville få till stånd en titelmatch mellan Penn och Sean Sherk. Sherk blev emellertid avstängd sex månader efter att ha lämnat ett positivt dopingtest. När Sherk inte längre var tillgänglig bestämdes att Penn istället skulle få möta Joe Stevenson i UFC 80. Eftersom Sherk blivit fråntagen titeln blev denna match alltså en match om lättviktsbältet. 
Matchen Penn-Stevenson blev en relativt ojämn sådan då Penn tidigt tog ner Stevenson på marken och genom slag gjort ett djupt jack i den senares panna. Stevenson blödde sedan ymnigt resten av matchen som Penn kunde avsluta med en strypning i slutet av den andra ronden. I och med denna seger hade B.J. Penn nu tagit mästartiteln i två viktklasser; lätt- och weltervikt.
24 maj 2008 försvarade Penn sin titel mot den tidigare dopningsavstängde Sean Sherk genom att vinna på teknisk knockout i tredje ronden i UFC 84.
Efter att ha försvarat sin titel beslöt Penn att åter pröva lyckan i welterviktsklassen. Den 31 januari, i UFC 94, ställdes han mot den regerande welterviktsmästaren Georges St. Pierre, i deras andra möte. Matchen såg efter första ronden ut att kunna bli en jämn tillställning men St. Pierre tog över matchen från den andra ronden och matchen bröts mellan fjärde och femte ronden.
I april 2010 förlorade Penn mästartiteln till Frankie Edgar vid UFC 112. I augusti samma år fick Penn chansen att ta tillbaka titeln då han mötte Edgar för andra gången. Edgar vann dock även denna gång på poäng.
Den 20 november 2010 på UFC 123 möttes Penn och Matt Hughes för tredje gången. Penn vann matchen via knockout. Nästa match blev mot Jon Fitch den  26 februari 2011 på UFC 127. Matchen gick tiden ut och slutade oavgjort.
På UFC 137 den 29 oktober 2011 möttes Penn och Nick Diaz. Diaz vann matchen via domslut. Den 8 december 2012 möttes Penn och Rory MacDonald på UFC on Fox: Henderson vs. Diaz. MacDonald vann matchen via domslut.
Den 6 juli 2014 möttes Penn och Frankie Edgar för tredje gången. Edgar, som vunnit de två tidigare matcherna via domslut, vann denna gång via TKO i den tredje ronden.
Penn och Yair Rodríguez möttes den 15 januari 2017 på UFC Fight Night: Rodríguez vs. Penn. Rodríguez vann matchen via TKO i den andra ronden.
På UFC Fight Night: Chiesa vs. Lee den 25 juni 2017 möttes Penn och Dennis Siver. Siver vann matchen via domslut.
Den 29 december 2018 möttes Penn och Ryan Hall på UFC 232. Hall vann matchen via submission i den första ronden.
Den 11 maj 2019 vid UFC 237 mötte Penn konditionsfenomenet Clay Guida och förlorade via enhälligt domslut.
Rykten började spridas sent juli 2019 att Penn kommer att möta Nik Lentz i en hatmatch på en ännu inte bestämd framtida gala.

## Personen och idrottsmannen Penn
B.J. Penn är född på Hawaii som yngst i en skara av fem bröder. Hans snabba framgångar gav honom smeknamnet ”The prodigy” – underbarnet.

## Tävlingsfacit
| Resultat | Facit   | Motståndare       | Metod                           | Evenemang                           | Datum             | Rond | Tid  | Plats           | Notering                                                                        |
| -------- | ------- | ----------------- | ------------------------------- | ----------------------------------- | ----------------- | ---- | ---- | --------------- | ------------------------------------------------------------------------------- |
| Förlust  | 16–14–2 | Clay Guida        | Domslut (enhälligt)             | UFC 237                             | 11 maj 2019       | 3    | 5:00 | Rio de Janeiro  |                                                                                 |
| Förlust  | 16–13–2 | Ryan Hall         | Submission (heel hook)          | UFC 232                             | 29 december 2018  | 1    | 2:46 | Inglewood       |                                                                                 |
| Förlust  | 16–12–2 | Dennis Siver      | Domslut (majoritet)             | UFC Fight Night: Chiesa vs. Lee     | 25 juni 2017      | 3    | 5:00 | Oklahoma City   |                                                                                 |
| Förlust  | 16–11–2 | Yair Rodríguez    | TKO (slag)                      | UFC Fight Night: Rodríguez vs. Penn | 15 januari 2017   | 2    | 0:24 | Phoenix         |                                                                                 |
| Förlust  | 16–10–2 | Frankie Edgar     | TKO (slag)                      | The Ultimate Fighter 19 Finale      | 6 juli 2014       | 3    | 4:16 | Las Vegas       |                                                                                 |
| Förlust  | 16–9–2  | Rory MacDonald    | Domslut (enhälligt)             | UFC on Fox: Henderson vs. Diaz      | 8 december 2012   | 3    | 5:00 | Seattle         |                                                                                 |
| Förlust  | 16–8–2  | Nick Diaz         | Domslut (enhälligt)             | UFC 137                             | 29 oktober 2011   | 3    | 5:00 | Las Vegas       |                                                                                 |
| Oavgjort | 16–7–2  | Jon Fitch         | Oavgjort (majoritet)            | UFC 127                             | 26 februari 2011  | 3    | 5:00 | Sydney          |                                                                                 |
| Vinst    | 16–7–1  | Matt Hughes       | KO (slag)                       | UFC 123                             | 20 november 2010  | 1    | 0:21 | Auburn Hills    |                                                                                 |
| Förlust  | 15–7–1  | Frankie Edgar     | Domslut (enhälligt)             | UFC 118                             | 28 augusti 2010   | 5    | 5:00 | Boston          | Titelmatch i lättvikt.                                                          |
| Förlust  | 15–6–1  | Frankie Edgar     | Domslut (enhälligt)             | UFC 112                             | 10 april 2010     | 5    | 5:00 | Abu Dhabi       | Förlorade titeln i lättvikt.                                                    |
| Vinst    | 15–5–1  | Diego Sanchez     | TKO (matchläkaren avbryter)     | UFC 107                             | 12 december 2009  | 5    | 2:37 | Memphis         | Försvarade titeln i lättvikt.                                                   |
| Vinst    | 14–5–1  | Kenny Florian     | Submission (rear-naked choke)   | UFC 101                             | 8 augusti 2009    | 4    | 3:54 | Philadelphia    | Försvarade titeln i lättvikt.                                                   |
| Förlust  | 13–5–1  | Georges St-Pierre | TKO (hörnan avbryter)           | UFC 94                              | 31 januari 2009   | 4    | 5:00 | Las Vegas       | Titelmatch i weltervikt.                                                        |
| Vinst    | 13–4–1  | Sean Sherk        | TKO (knä och slag)              | UFC 84                              | 24 maj 2008       | 3    | 5:00 | Las Vegas       | Försvarade titeln i lättvikt.                                                   |
| Vinst    | 12–4–1  | Joe Stevenson     | Submission (rear-naked choke)   | UFC 80                              | 19 januari 2008   | 2    | 4:02 | Newcastle       | Blev UFC-mästare i lättvikt.                                                    |
| Vinst    | 11–4–1  | Jens Pulver       | Submission (rear-naked choke)   | The Ultimate Fighter 5 Finale       | 23 juni 2007      | 2    | 3:12 | Las Vegas       |                                                                                 |
| Förlust  | 10–4–1  | Matt Hughes       | TKO (slag)                      | UFC 63                              | 23 september 2006 | 3    | 3:53 | Anaheim         | Titelmatch i weltervikt.                                                        |
| Förlust  | 10–3–1  | Georges St-Pierre | Domslut (delat)                 | UFC 58                              | 4 mars 2006       | 3    | 5:00 | Las Vegas       |                                                                                 |
| Vinst    | 10–2–1  | Renzo Gracie      | Domslut (enhälligt)             | K-1: World Grand Prix Hawaii        | 29 juli 2005      | 3    | 5:00 | Honolulu        |                                                                                 |
| Förlust  | 9–2–1   | Lyoto Machida     | Domslut (enhälligt)             | K-1: Hero's 1                       | 26 mars 2005      | 3    | 5:00 | Saitama         |                                                                                 |
| Vinst    | 9–1–1   | Rodrigo Gracie    | Domslut (enhälligt)             | K-1 Rumble on the Rock 6            | 20 november 2004  | 3    | 5:00 | Honolulu        |                                                                                 |
| Vinst    | 8–1–1   | Duane Ludwig      | Submission (arm-triangle choke) | K-1 MMA: Romanex                    | 22 maj 2004       | 1    | 1:45 | Saitama         |                                                                                 |
| Vinst    | 7–1–1   | Matt Hughes       | Submission (rear-naked choke)   | UFC 46                              | 31 januari 2004   | 1    | 4:39 | Las Vegas       | Blev UFC-mästare i weltervikt. Fråntogs titeln efter att ha skrivit på för K-1. |
| Vinst    | 6–1–1   | Takanori Gomi     | Submission (rear-naked choke)   | Rumble on the Rock 4                | 10 oktober 2003   | 3    | 2:35 | Honolulu        |                                                                                 |
| Oavgjort | 5–1–1   | Caol Uno          | Oavgjort (delat)                | UFC 41                              | 28 februari 2003  | 5    | 5:00 | Atlantic City   | Titelmatch i lättvikt (final i lättviktsturneringen).                           |
| Vinst    | 5–1     | Matt Serra        | Domslut (enhälligt)             | UFC 39                              | 27 september 2002 | 3    | 5:00 | Uncasville      | Semifinal i lättviktsturneringen.                                               |
| Vinst    | 4–1     | Paul Creighton    | TKO (slag)                      | UFC 37                              | 10 maj 2002       | 2    | 3:23 | Bossier City    |                                                                                 |
| Förlust  | 3–1     | Jens Pulver       | Domslut (majoritet)             | UFC 35                              | 11 januari 2002   | 5    | 5:00 | Uncasville      | Titelmatch i lättvikt.                                                          |
| Vinst    | 3–0     | Caol Uno          | KO (slag)                       | UFC 34                              | 2 november 2001   | 1    | 0:11 | Las Vegas       |                                                                                 |
| Vinst    | 2–0     | Din Thomas        | KO (knä och slag)               | UFC 32                              | 29 juni 2001      | 1    | 2:42 | East Rutherford |                                                                                 |
| Vinst    | 1–0     | Joey Gilbert      | TKO (slag)                      | UFC 31                              | 4 maj 2001        | 1    | 4:57 | Atlantic City   |                                                                                 |